# Camaragibe
Camaragibe város Brazíliában, Pernambuco államban. Lakosainak száma 155 054 fő (2015). Camaragibe Recife, Abreu e Lima, Paudalho, Paulista és São Lourenço da Mata községekkel határos.

## Népesség
A település népességének változása:
| Lakosok száma | 128 702 | 144 466 | 155 054 | 158 899 | 147 771 |
|               | 2000    | 2010    | 2015    | 2020    | 2022    |